# 1. korpus (Pakistan)
1. korpus je operativni korpus Pakistanske kopenske vojske.

## Zgodovina
Korpus je prvi ustanovljeni pakistanski korpus; prvotno je bil nastanjen v Abbottabadu.
Sodeloval je v vojni leta 1965 in 1971.

## Organizacija
- Poveljstvo
- 17. pehotna divizija
- 37. pehotna divizija
- 11. samostojna oklepna brigada
- Samostojna protioklepna brigada
- Samostojna artilerijska brigada
- Samostojna pehotna brigada